# Fatiné
Fatiné est une localité et une commune rurale du Mali de l'arrondissement de Katiéna, dans le cercle et la région de Ségou. Elle a pour chef-lieu la localité de Fatiné Marka.

## Géographie
La localité de Fatiné est située sur la route locale L529 à 107 km à l'est du chef-lieu régional Ségou. La commune rurale s'étend au nord et sur la rive gauche de la rivière Bani qui marque la limite communale au sud.

## Histoire
La commune rurale de Katiéna est instaurée en 1996, elle est issue de l'arrondissement de Katiéna.

## Population
La population communale est composée en majorité de Bamanans, Peulhs, et Sarakolés, elle regroupe 29 villages. En 2009, sa population totale est de 25 144 habitants.

## Villages
La commune s'étend sur 28 localités relevées lors du recensement général de 2009. 
Les villages les plus peuplés sont :
- Tatrima (3 346 habitants) ;
- Fatiné Marka (2 853 habitants) ;
- Adamabougou (1 836 habitants).

La loi 2023-007 attribue à la commune 27 villages, fractions ou quartiers :
- Fatiné Marka
- Wetta
- Sossala

## Lien
- Plan de sécurité alimentaire de la commune ruale de Fatiné 2007 2011, Archive web.